# Gradac (Derventa, BiH)
Gradac je naselje u sastavu Grada Dervente, Republika Srpska, BiH. 

## Stanovništvo
Nacionalni sastav stanovništva 1991. godine, bio je sljedeći:
ukupno: 257
- Hrvati - 239
- Muslimani - 2
- Srbi - 5
- Jugoslaveni - 6
- ostali, neopredijeljeni i nepoznato - 5

## Šport
- NK Gradac

## Unutrašnje poveznice
- Derventa